# To Have and Have Not (film)
To Have and Have Not is een Amerikaanse avonturenfilm uit 1944 onder regie van Howard Hawks. De film is gebaseerd op de gelijknamige roman uit 1937 van de Amerikaanse auteur Ernest Hemingway.

## Verhaal
De Amerikaanse kapitein Harry Morgan verhuurt zijn schip aan toeristen. Op het eiland Martinique ontmoet hij de jonge Amerikaanse zangeres Marie Browning. Zij krijgen een relatie. Sinds de oorlog gaat Morgan om met de plaatselijke gezagdragers van het Vichy-regime, maar de liefde schudt hem wakker uit zijn lethargie. Hij verklaart zich bereid om het Franse verzet te helpen. Hij doet het echter alleen om geld te verzamelen voor de terugreis van zijn geliefde naar de VS.

## Rolverdeling
| Acteur           | Personage            |
| ---------------- | -------------------- |
| Humphrey Bogart  | Harry Morgan         |
| Walter Brennan   | Eddie                |
| Lauren Bacall    | Marie Browning       |
| Dolores Moran    | Hélène de Bursac     |
| Hoagy Carmichael | Cricket              |
| Sheldon Leonard  | Luitenant Coyo       |
| Walter Surovy    | Paul de Bursac       |
| Marcel Dalio     | Gérard               |
| Walter Sande     | Johnson              |
| Dan Seymour      | Kapitein Renard      |
| Aldo Nadi        | Lijfwacht van Renard |